# Triaspis sapinii
Triaspis sapinii là một loài thực vật có hoa trong họ Malpighiaceae. Loài này được De Wild. miêu tả khoa học đầu tiên..